# Championnat d'Europe masculin de basket-ball en fauteuil roulant 2017
Pour un article plus général, voir Championnat d'Europe de basket-ball en fauteuil roulant.
Cet article traite de l'épreuve masculine. Pour la compétition féminine, voir Championnat d'Europe de basket-ball en fauteuil roulant féminin 2017.
Navigation
Édition précédente Édition suivante
Le championnat d'Europe de basket-ball en fauteuil roulant masculin 2017, ou IWBF European Wheelchair Basketball Championship for Men division A (ECMA) 2017, est le championnat d'Europe masculin d'handibasket de première division (appelée Division A), organisé par l'IWBF Europe.
La compétition a lieu à Adeje, plus précisément dans la station balnéaire de Costa Adeje, sur l'île de Tenerife (archipel des Canaries), en Espagne, en même temps et dans les mêmes conditions que la compétition féminine. La Grande-Bretagne défend son titre acquis en 2015 à domicile.

## Localisation
L’organisation des championnats d'Europe masculin et féminin 2017 a été attribuée à Adeje, qui avait déjà accueilli le final four de la Champions Cup 2017, la plus importante compétition internationale de clubs en Europe.
Les rencontres se déroulent sur deux sites se trouvant dans la station balnéaire de Costa Adeje.

## Compétition
La compétition réunit douze équipes : les dix maintenues en 2015 plus les finalistes du championnat d'Europe division B qui s'est tenu en 2016 (voir tableau ci-dessous).
| Sélection       | Classement Euro 2015  | Classement Jeux de Rio | Poule du tour préliminaire |
| --------------- | --------------------- | ---------------------- | -------------------------- |
| Grande-Bretagne | 1                     | 3                      | A                          |
| Turquie         | 2                     | 4                      | B                          |
| Allemagne       | 3                     | 8                      | A                          |
| Pays-Bas        | 4                     | 7                      | B                          |
| Espagne         | 5                     | 2                      | B                          |
| Italie          | 6                     | -                      | A                          |
| Pologne         | 7                     | -                      | B                          |
| Israël          | 8                     | -                      | A                          |
| Suède           | 9                     | -                      | B                          |
| Suisse          | 10                    | -                      | A                          |
| France          | 1 · (Euro 2016 div B) | -                      | A                          |
| Lituanie        | 2 · (Euro 2016 div B) | -                      | B                          |

### Tour préliminaire
Les quatre premières équipes de chaque groupe sont qualifiées pour les quarts de finale. Celles occupant les deux dernières places sont reversées dans un nouveau tableau pour disputer deux matchs de classement.

#### Groupe A
| # | Équipe   | Pts | G | P | Pm  | Pe  | Diff | Dép | Moy   |
| - | -------- | --- | - | - | --- | --- | ---- | --- | ----- |
| 1 | Pays-Bas | 9   | 4 | 1 | 302 | 260 | +42  | +6  | 60-52 |
| 2 | Espagne  | 9   | 4 | 1 | 321 | 279 | +42  | -6  | 64-56 |
| 3 | Pologne  | 8   | 3 | 2 | 331 | 308 | +23  |     | 66-62 |
| 4 | Italie   | 7   | 2 | 3 | 295 | 304 | -9   | +2  | 59-61 |
| 5 | France   | 7   | 2 | 3 | 305 | 305 | +0   | -2  | 61-61 |
| 6 | Suisse   | 5   | 0 | 5 | 279 | 377 | -98  |     | 56-75 |

| 21 juin | Espagne  | 73 - 54 | Suisse   |
| 22 juin | Pays-Bas | 58 - 61 | Pologne  |
| 22 juin | Italie   | 59 - 57 | France   |
| 23 juin | Suisse   | 64 - 79 | Italie   |
| 23 juin | Pologne  | 59 - 70 | Espagne  |
| 23 juin | France   | 54 - 57 | Pays-Bas |
| 24 juin | Espagne  | 64 - 54 | France   |
| 24 juin | Pays-Bas | 52 - 50 | Italie   |
| 24 juin | Pologne  | 76 - 59 | Suisse   |
| 25 juin | Pays-Bas | 75 - 41 | Suisse   |
| 25 juin | France   | 66 - 64 | Pologne  |
| 25 juin | Italie   | 52 - 60 | Espagne  |
| 26 juin | Pologne  | 71 - 55 | Italie   |
| 26 juin | Espagne  | 54 - 60 | Pays-Bas |
| 26 juin | Suisse   | 61 - 74 | France   |

#### Groupe B
| # | Équipe          | Pts | G | P | Pm  | Pe  | Diff | Dép | Moy   |
| - | --------------- | --- | - | - | --- | --- | ---- | --- | ----- |
| 1 | Turquie         | 10  | 5 | 0 | 396 | 253 | +143 |     | 79-51 |
| 2 | Grande-Bretagne | 9   | 4 | 1 | 414 | 260 | +154 |     | 83-52 |
| 3 | Allemagne       | 8   | 3 | 2 | 310 | 310 | +0   |     | 62-62 |
| 4 | Israël          | 7   | 2 | 3 | 266 | 368 | -102 |     | 53-74 |
| 5 | Suède           | 6   | 1 | 4 | 298 | 356 | -58  |     | 60-71 |
| 6 | Lituanie        | 5   | 0 | 5 | 261 | 398 | -137 |     | 52-80 |

| 22 juin | Grande-Bretagne | 79 - 56  | Suède           |
| 22 juin | Allemagne       | 63 - 41  | Lituanie        |
| 22 juin | Turquie         | 90 - 37  | Israël          |
| 23 juin | Lituanie        | 53 - 77  | Turquie         |
| 23 juin | Israël          | 43 - 86  | Grande-Bretagne |
| 23 juin | Suède           | 58 - 79  | Allemagne       |
| 24 juin | Israël          | 66 - 53  | Suède           |
| 24 juin | Turquie         | 87 - 45  | Allemagne       |
| 24 juin | Grande-Bretagne | 120 - 52 | Lituanie        |
| 25 juin | Turquie         | 71 - 58  | Suède           |
| 25 juin | Lituanie        | 54 - 65  | Israël          |
| 25 juin | Allemagne       | 38 - 69  | Grande-Bretagne |
| 26 juin | Israël          | 55 - 85  | Allemagne       |
| 26 juin | Suède           | 73 - 61  | Lituanie        |
| 26 juin | Grande-Bretagne | 60 - 71  | Turquie         |

### Play-offs
Les quatre premiers des poules A et B sont qualifiés pour les quarts de finale et jouent le titre de champion d'Europe de division A. Les deux derniers se disputent le maintien en division A.

#### Tableau
|  | Quarts de finale | Quarts de finale | Quarts de finale | Quarts de finale |    |                 | Demi-finales | Demi-finales | Demi-finales                  | Demi-finales                  |                               |                               | Finale  | Finale  | Finale  | Finale  |
|  |                  |                  |                  |                  |    |                 |              |              |                               |                               |                               |                               |         |         |         |         |
|  | 27 juin          | 27 juin          | 27 juin          | 27 juin          |    |                 | 28 juin      | 28 juin      | 28 juin                       | 28 juin                       |                               |                               | 30 juin | 30 juin | 30 juin | 30 juin |
|  | 27 juin          | 27 juin          | 27 juin          | 27 juin          |    |                 | 28 juin      | 28 juin      | 28 juin                       | 28 juin                       |                               |                               | 30 juin | 30 juin | 30 juin | 30 juin |
|  | A1               | Pays-Bas         | 63               | 63               |    |                 | 28 juin      | 28 juin      | 28 juin                       | 28 juin                       |                               |                               | 30 juin | 30 juin | 30 juin | 30 juin |
|  | A1               | Pays-Bas         | 63               | 63               |    |                 | 28 juin      | 28 juin      | 28 juin                       | 28 juin                       |                               |                               | 30 juin | 30 juin | 30 juin | 30 juin |
|  | B4               | Israël           | 49               | 49               |    |                 | 28 juin      | 28 juin      | 28 juin                       | 28 juin                       |                               |                               | 30 juin | 30 juin | 30 juin | 30 juin |
|  | B4               | Israël           | 49               | 49               | A1 | Pays-Bas        | 55           | 55           |                               |                               |                               |                               | 30 juin | 30 juin | 30 juin | 30 juin |
|  | 27 juin          |                  |                  |                  | A1 | Pays-Bas        | 55           | 55           |                               |                               |                               |                               | 30 juin | 30 juin | 30 juin | 30 juin |
|  |                  |                  | B2               | Grande-Bretagne  | 72 | 72              |              |              |                               |                               |                               |                               | 30 juin | 30 juin | 30 juin | 30 juin |
|  | B2               | Grande-Bretagne  | B2               | Grande-Bretagne  | 72 | 72              | 96           | 96           |                               |                               |                               |                               | 30 juin | 30 juin | 30 juin | 30 juin |
|  | B2               | Grande-Bretagne  | 28 juin          |                  |    |                 | 96           | 96           |                               |                               |                               |                               | 30 juin | 30 juin | 30 juin | 30 juin |
|  | A3               | Pologne          | 69               | 69               |    |                 |              |              |                               |                               |                               |                               | 30 juin | 30 juin | 30 juin | 30 juin |
|  | A3               | Pologne          | 69               | 69               | B2 | Grande-Bretagne | 69           | 69           |                               |                               |                               |                               |         |         |         |         |
|  | 27 juin          |                  |                  |                  | B2 | Grande-Bretagne | 69           | 69           |                               |                               |                               |                               |         |         |         |         |
|  |                  |                  | B1               | Turquie          | 76 | 76              |              |              |                               |                               |                               |                               |         |         |         |         |
|  | B1               | Turquie          | B1               | Turquie          | 76 | 76              | 66           | 66           |                               |                               |                               |                               |         |         |         |         |
|  | B1               | Turquie          |                  |                  |    |                 |              |              |                               |                               |                               |                               |         |         |         |         |
|  | A4               | Italie           | 63               | 63               |    |                 |              |              |                               |                               |                               |                               |         |         |         |         |
|  | A4               | Italie           | 63               | 63               | B1 | Turquie         | 68           | 68           | Match pour la troisième place | Match pour la troisième place | Match pour la troisième place | Match pour la troisième place |         |         |         |         |
|  | 27 juin          |                  |                  |                  | B1 | Turquie         | 68           | 68           | Match pour la troisième place | Match pour la troisième place | Match pour la troisième place | Match pour la troisième place |         |         |         |         |
|  |                  |                  | B3               | Allemagne        | 64 | 64              |              |              | 30 juin                       | 30 juin                       | 30 juin                       | 30 juin                       |         |         |         |         |
|  | A2               | Espagne          | B3               | Allemagne        | 64 | 64              | 63           | 63           | 30 juin                       | 30 juin                       | 30 juin                       | 30 juin                       |         |         |         |         |
|  | A2               | Espagne          |                  |                  |    |                 |              | 63           |                               |                               | A1                            | Pays-Bas                      | 56      | 56      |         |         |
|  | B3               | Allemagne        | 70               | 70               |    |                 |              |              |                               |                               | A1                            | Pays-Bas                      | 56      | 56      |         |         |
|  | B3               | Allemagne        | 70               | 70               | B3 | Allemagne       | 61           | 61           |                               |                               |                               |                               |         |         |         |         |
|  |                  |                  |                  |                  |    |                 |              |              |                               |                               |                               |                               |         |         |         |         |

Les équipes éliminées en quarts de finale sont reversées dans ce tableau qui attribue les places de 5 à 8 et les trois dernières places qualificatives pour le Mondial 2018.
|  | Tour de classement (5 à 8) | Tour de classement (5 à 8) |              |    | 5e place | 5e place |
|  | Tour de classement (5 à 8) | Tour de classement (5 à 8) |              |    | 5e place | 5e place |
|  |                            |                            |              |    |          |          |
|  | 28 juin                    | 28 juin                    |              |    | 29 juin  | 29 juin  |
|  | 28 juin                    | 28 juin                    |              |    | 29 juin  | 29 juin  |
|  | [B4] Israël                | 72                         |              |    | 29 juin  | 29 juin  |
|  | [B4] Israël                | 72                         |              |    | 29 juin  | 29 juin  |
|  | [A3] Pologne               | 89                         |              |    | 29 juin  | 29 juin  |
|  | [A3] Pologne               | 89                         | [A3] Pologne | 70 |          |          |
|  | 28 juin                    |                            | [A3] Pologne | 70 |          |          |
|  |                            | [A2] Espagne               | 85           |    |          |          |
|  | [A4] Italie                | [A2] Espagne               | 85           | 42 |          |          |
|  | [A4] Italie                |                            |              | 42 |          |          |
|  | [A2] Espagne               | 62                         |              |    |          |          |
|  | [A2] Espagne               | 62                         | 7e place     |    |          |          |
|  |                            |                            |              |    |          |          |
|  | 29 juin                    |                            |              |    |          |          |
|  |                            |                            |              |    |          |          |
|  | [B4] Israël                | 53                         |              |    |          |          |
|  | [B4] Israël                | 53                         |              |    |          |          |
|  | [A4] Italie                | 59                         |              |    |          |          |
|  | [A4] Italie                | 59                         |              |    |          |          |

Les deux derniers de chaque poule effectuent deux tours de classement. Les perdants sont relégués en division B.
|  | Tour de classement (9 à 12) | Tour de classement (9 à 12) |             |    | 9e place | 9e place |
|  | Tour de classement (9 à 12) | Tour de classement (9 à 12) |             |    | 9e place | 9e place |
|  |                             |                             |             |    |          |          |
|  | 27 juin                     | 27 juin                     |             |    | 29 juin  | 29 juin  |
|  | 27 juin                     | 27 juin                     |             |    | 29 juin  | 29 juin  |
|  | [B6] Lituanie               | 62                          |             |    | 29 juin  | 29 juin  |
|  | [B6] Lituanie               | 62                          |             |    | 29 juin  | 29 juin  |
|  | [A5] France                 | 68                          |             |    | 29 juin  | 29 juin  |
|  | [A5] France                 | 68                          | [A5] France | 79 |          |          |
|  | 27 juin                     |                             | [A5] France | 79 |          |          |
|  |                             | [A6] Suisse                 | 73          |    |          |          |
|  | [A6] Suisse                 | [A6] Suisse                 | 73          | 61 |          |          |
|  | [A6] Suisse                 |                             |             | 61 |          |          |
|  | [B5] Suède                  | 56                          |             |    |          |          |
|  | [B5] Suède                  | 56                          | 11e place   |    |          |          |
|  |                             |                             |             |    |          |          |
|  | 29 juin                     |                             |             |    |          |          |
|  |                             |                             |             |    |          |          |
|  | [B6] Lituanie               | 82                          |             |    |          |          |
|  | [B6] Lituanie               | 82                          |             |    |          |          |
|  | [B5] Suède                  | 77                          |             |    |          |          |
|  | [B5] Suède                  | 77                          |             |    |          |          |

#### Troisième place
| 30 juin 2017 12 h 30 WEST | Boxscore | Pays-Bas                                           | 56-61                    | Allemagne                                     |  | Pabellón Polideportivo Las Torres Adeje |
| 30 juin 2017 12 h 30 WEST | Boxscore | Score par quart-temps : 17-14, 13-15, 15-14, 11-18 |                          |                                               |  | Pabellón Polideportivo Las Torres Adeje |
| 30 juin 2017 12 h 30 WEST | Boxscore | Score par mi-temps : 30-29, 26-32                  |                          |                                               |  | Pabellón Polideportivo Las Torres Adeje |
| 30 juin 2017 12 h 30 WEST | Boxscore | M. Bellers, 19 M. Bellers, 12 M. Korkmaz, 7        | Points Rebonds Passes d. | A. Haliouski, 25 A. Haliouski, 14 T. Böhme, 8 |  | Pabellón Polideportivo Las Torres Adeje |

#### Finale
| 30 juin 2017 18 h 30 WEST | Boxscore | Grande-Bretagne                                    | 69-76                    | Turquie                                     |  | Pabellón Polideportivo Las Torres Adeje |
| 30 juin 2017 18 h 30 WEST | Boxscore | Score par quart-temps : 10-18, 14-18, 25-22, 20-18 |                          |                                             |  | Pabellón Polideportivo Las Torres Adeje |
| 30 juin 2017 18 h 30 WEST | Boxscore | Score par mi-temps : 24-36, 45-40                  |                          |                                             |  | Pabellón Polideportivo Las Torres Adeje |
| 30 juin 2017 18 h 30 WEST | Boxscore | T. Bywater, 20 T. Bywater, 8 G. Choudhry, 4        | Points Rebonds Passes d. | Ö. Gürbulak, 25 F. Gümüş, 8 Ö. Gürbulak, 12 |  | Pabellón Polideportivo Las Torres Adeje |

## Classements, statistiques et récompenses

### Leaders statistiques par catégorie

#### Statistiques des équipes
La Grande-Bretagne termine meilleure attaque de la compétition avec plus de 81 points inscrits par match, devant la Turquie (plus de 75).
| Place | Équipe          | MJ | Moyenne |
| ----- | --------------- | -- | ------- |
| 1     | Grande-Bretagne | 8  | 81,38   |
| 2     | Turquie         | 8  | 75,75   |
| 3     | Pologne         | 8  | 69,88   |
| 4     | Espagne         | 8  | 66,38   |
| 5     | France          | 7  | 64,57   |

| Place | Équipe          | MJ | Moyenne |
| ----- | --------------- | -- | ------- |
| 1     | France          | 7  | 32,14   |
| 2     | Allemagne       | 8  | 30,63   |
| 3     | Turquie         | 8  | 30,38   |
| 4     | Grande-Bretagne | 8  | 29,38   |
| 5     | Pays-Bas        | 8  | 29,25   |

| Place | Équipe          | MJ | Moyenne |
| ----- | --------------- | -- | ------- |
| 1     | Grande-Bretagne | 8  | 7,13    |
| 2     | France          | 7  | 6,43    |
| 3     | Italie          | 8  | 5,75    |
| 4     | Suède           | 7  | 5,71    |
| 5     | Espagne         | 8  | 5,63    |

| Place | Équipe          | MJ | Moyenne |
| ----- | --------------- | -- | ------- |
| 1     | Espagne         | 8  | 1,25    |
| 2     | France          | 7  | 1,14    |
| 3     | Grande-Bretagne | 8  | 1,00    |
| 4     | Pologne         | 8  | 0,88    |
| 5     | Suisse          | 7  | 0,86    |

| Place | Équipe          | MJ | FGM | FGA | FG%  |
| ----- | --------------- | -- | --- | --- | ---- |
| 1     | Pologne         | 8  | 247 | 431 | 56 % |
| 2     | Turquie         | 8  | 254 | 471 | 54 % |
| 3     | Grande-Bretagne | 8  | 284 | 533 | 53 % |
| 4     | Espagne         | 8  | 228 | 459 | 50 % |
| 5     | Allemagne       | 8  | 205 | 463 | 44 % |

| Place | Équipe          | MJ | FTM | FTA | FT%  |
| ----- | --------------- | -- | --- | --- | ---- |
| 1     | Allemagne       | 8  | 83  | 110 | 75 % |
| 2     | Suède           | 7  | 45  | 66  | 68 % |
| 3     | Italie          | 8  | 60  | 97  | 62 % |
| 4     | Lituanie        | 7  | 48  | 77  | 62 % |
| 5     | Grande-Bretagne | 8  | 64  | 107 | 60 % |

#### Statistiques des joueurs
Özgür Gürbulak est le joueur le plus complet de la compétition en menant trois des quatre principales catégories de statistiques individuelles, pour un total de 25 points, 8,3 rebonds et 8,3 passes de moyenne par match. Deux joueurs terminent avec un double-double points-rebonds de moyenne : le Lituanien Vytautas Skucas (21,4 points et 10,3 rebonds) et l'Allemand Aliaksandr Halouski (15,9 points et 10,5 rebonds par match).
| Place | Joueur             | MJ | Moyenne | Total |
| ----- | ------------------ | -- | ------- | ----- |
| 1     | Özgür Gürbulak     | 8  | 200     | 25,00 |
| 2     | Vytautas Skucas    | 7  | 150     | 21,43 |
| 3     | Joakim Lindén      | 00 | 147     | 21,00 |
| 4     | Piotr Łuszyński    | 8  | 143     | 17,88 |
| 5     | Terry Bywater      | 8  | 139     | 17,38 |
| 6     | Thomas Böhme       | 8  | 137     | 17,13 |
| 6     | Mustafa Korkmaz    | 8  | 137     | 17,13 |
| 8     | Mattijs Bellers    | 8  | 132     | 16,50 |
| 9     | Audrey Cayol       | 7  | 115     | 16,43 |
| 10    | Alejandro Zarzuela | 8  | 129     | 16,13 |

| Place | Joueur              | MJ | Moyenne |
| ----- | ------------------- | -- | ------- |
| 1     | Aliaksandr Halouski | 8  | 10,50   |
| 2     | Vytautas Skucas     | 7  | 10,29   |
| 3     | Mattijs Bellers     | 8  | 9,88    |
| 4     | Houcine Belaïd      | 7  | 9,71    |
| 5     | Piotr Łuszyński     | 8  | 8,88    |
| 6     | Joakim Lindén       | 7  | 8,29    |
| 7     | Özgür Gürbulak      | 8  | 8,25    |
| 8     | Alejandro Zarzuela  | 8  | 7,75    |
| 9     | Ferit Gümüş         | 8  | 7,38    |
| 10    | Igal Allon Dor Onn  | 8  | 7,25    |

| Place | Joueur               | MJ | Moyenne | Total |
| ----- | -------------------- | -- | ------- | ----- |
| 1     | Özgür Gürbulak       | 8  | 8,38    | 67    |
| 2     | Piotr Łuszyński      | 8  | 6,63    | 53    |
| 3     | Asier García Pereiro | 8  | 5,88    | 47    |
| 4     | Vytautas Skucas      | 7  | 5,00    | 35    |
| 5     | Mustafa Korkmaz      | 8  | 4,88    | 39    |
| 6     | Igal Allon Dor Onn   | 8  | 4,63    | 37    |
| 7     | Thomas Böhme         | 8  | 4,50    | 36    |
| 8     | Joakim Lindén        | 7  | 4,29    | 30    |
| 9     | Giulio Maria Papi    | 8  | 3,63    | 29    |
| 10    | Krzysztof Bandura    | 8  | 3,50    | 28    |
| 10    | Philip Pratt         | 8  | 3,50    | 28    |
| 10    | Marco Stupenengo     | 8  | 3,50    | 28    |

| Place | Joueur             | MJ | Moyenne | Total |
| ----- | ------------------ | -- | ------- | ----- |
| 1     | Özgür Gürbulak     | 8  | 0,50    | 4     |
| 1     | Alejandro Zarzuela | 8  | 0,50    | 4     |
| 1     | Piotr Łuszyński    | 8  | 0,50    | 4     |
| 4     | Houcine Belaïd     | 7  | 0,43    | 3     |
| 4     | Philipp Häfeli     | 7  | 0,43    | 3     |

| Place | Joueur             | MJ | Moyenne | Total |
| ----- | ------------------ | -- | ------- | ----- |
| 1     | Houcine Belaïd     | 7  | 1,71    | 12    |
| 1     | Sofyane Mehiaoui   | 7  | 1,71    | 12    |
| 3     | Joakim Lindblom    | 7  | 1,57    | 11    |
| 4     | Alejandro Zarzuela | 8  | 1,50    | 12    |
| 5     | Igal Allon Dor Onn | 8  | 1,38    | 11    |
| 5     | Özgür Gürbulak     | 8  | 1,38    | 11    |
| 5     | Mustafa Korkmaz    | 8  | 1,38    | 11    |
| 5     | Philip Pratt       | 8  | 1,38    | 11    |

| Place | Joueur             | MJ | Moyenne |
| ----- | ------------------ | -- | ------- |
| 1     | Joakim Lindén      | 7  | 39,43   |
| 2     | Vytautas Skucas    | 7  | 38,52   |
| 3     | Krzysztof Bandura  | 8  | 36,72   |
| 4     | Ahmed Raourahi     | 8  | 36,49   |
| 5     | Marcin Balcerowski | 8  | 36,01   |
| 6     | Mustafa Korkmaz    | 8  | 35,91   |
| 7     | Maurice Amacher    | 7  | 35,70   |
| 8     | Joakim Blomqvist   | 7  | 35,55   |
| 9     | Walter Groen       | 8  | 35,53   |
| 10    | Özgür Gürbulak     | 8  | 35,52   |
| 10    | Joakim Lindblom    | 7  | 35,52   |

Seuls sont retenus dans ce tableau les joueurs
ayant tenté plus de 5 tirs par match.
| Place | Joueur               | MJ | FG%  |
| ----- | -------------------- | -- | ---- |
| 1     | Dominik Mosler       | 7  | 71 % |
| 2     | Alejandro Zarzuela   | 8  | 67 % |
| 3     | Cem Gezinci          | 8  | 65 % |
| 4     | Piotr Łuszyński      | 8  | 63 % |
| 5     | Lee Manning          | 8  | 62 % |
| 5     | Pablo Jésus Zarzuela | 8  | 62 % |

Seuls sont retenus dans ce tableau les joueurs
ayant tenté plus de 2 lancers-francs par match.
| Place | Joueur             | MJ | FT%  |
| ----- | ------------------ | -- | ---- |
| 1     | Filippo Carossino  | 8  | 85 % |
| 2     | Thomas Böhme       | 8  | 82 % |
| 3     | Nicolas Hausammann | 7  | 80 % |
| 4     | Gaz Choudhry       | 8  | 78 % |
| 5     | Ferit Gümüş        | 8  | 77 % |

### All Star Team
Les cinq meilleurs joueurs de la compétition par classe de handicap sont:
- Marcin Balcerowski (1,0 point)
- Abdullahi Jama (1,0 point)
- Ahmed Raourahi (1,5 point)
- Thomas Böhme (3,0 points)
- Özgür Gürbulak (4,0 points)

## Annexe